# Anthony Tommasini
Anthony "Tony" Tommasini (Nueva York, 1948) es un crítico musical estadounidense, el principal crítico de The New York Times y autor de tres libros.

## Biografía
Tommasini nació en Brooklyn, Nueva York, y creció en una familia de cinco miembros en Malverne, Long Island, Nueva York. A los 16 años ganó un concurso de piano en The Town Hall de Manhattan, interpretando un concierto de Mozart. Se graduó en la Saint Paul's School de Garden City (Nueva York). Licenciado en la Universidad de Yale y máster en Música en la su Escuela de Música, obtuvo el doctorado en Artes Musicales en la Universidad de Boston. En 1998 recibió el Premio al Alumno Distinguido de la Escuela de Música de la Universidad de Boston.
Tommasini enseñó música en el Emerson College de Boston y dirigió talleres de escritura en la Universidad de Wesleyan y la Universidad de Brandeis. Se le negó la titularidad en el Emerson College, ya que su puesto fue eliminado por la universidad. Tommasini reaccionó dedicándose a la crítica musical. Trabajó como freelance y escribió para The Boston Globe de 1986 a 1996, año en que pasó a formar parte de la plantilla de The New York Times. Fue ascendido a crítico jefe de música clásica en 2000. Entre sus mentores se encuentran Virgil Thomson, compositor que también fue crítico del New York Herald Tribune, y Richard Dyer, que fue el crítico de música clásica del The Boston Globe durante 33 años.
Tommasini es el autor de Virgil Thomson: Composer on the Aisle, que recibió el premio ASCAP-Deems Taylor en 1998, y Opera: A Critic's Guide to the 100 Most Important Works and the Best Recordings.
Tommasini vive en Central Park West, en Manhattan, con su marido, Ben McCommon.